# Onosma pavlovae
Onosma pavlovae är en strävbladig växtart som beskrevs av Ana V. Petrova och Kit Tan. Onosma pavlovae ingår i släktet Onosma och familjen strävbladiga växter. Inga underarter finns listade i Catalogue of Life.